# Bécsi udvar
A bécsi udvar történelmi fogalom a Habsburg-ház keleti ága császári főhatalmának főként a Magyar Királyság felett, de egész Közép-Európában általában a kisebb, nem független államokkal szemben gyakorolt politikai hatalma alanyának meghatározására. Szokás még – pejoratív felhanggal – „bécsi kamarilla” néven is említeni.

## Története

### Előzmények
A mohácsi csata 1526-ban Magyarország történelmében fordulópontot hozott. A Magyar Királyság a nyugati kereszténység felvétele után, mintegy fél évezreden át meghatározó közép-európai állam volt. Mohács után hazánk másfél évszázadra a kezdődő újkor két legfontosabb nagyhatalma, az oszmán és a Habsburg Birodalom összecsapásainak színtere lett. Az ország részben már 1526-ban, Buda török kézre kerülése után, 1541-től azonban végleg három részre szakadt. A középkori királyság déli és középső területeit – Szigetvár ostroma után, 1566-tól már kb. 40%-át – a törökök foglalták el. Bár az ország keleti (főként erdélyi) területei a teljes megszállást elkerülték, Szapolyai János királysága a szultánnal kötött 1528. évi szerződés megkötése után nagyrészt oszmán uralom alá került. A Habsburgok gyengítésére 1556-ban életre keltett Erdélyi Fejedelemség – a Porta legjobb helyzetű vazallusállamaként – az idegen befolyást lényegében örökölte. A királyság megmaradt, harmadik része, az ún. királyi Magyarország, I. Ferdinánd, majd utódai révén perszonáluniót alkotott a szomszédos osztrák, cseh és német területekkel, azaz az V. Károly német-római császár ezekről való lemondása után megszületett közép-európai, vagyis a keleti Habsburg Birodalom a török elleni fellépés frontországává vált.

### A magyar rendek és a bécsi udvar
A Habsburg uralkodóknak saját magyarországi táborukkal is egyre komolyabb problémáik támadtak. Központosító törekvéseikkel szemben magyar híveik egyre gyakrabban kifogásokat emeltek, miként az osztrák és cseh rendek. A magyar függetlenség hívei ugyancsak forrongtak a hatalmuk megtörését célzó királyi rendeletek miatt. Az 1526 utáni időszak a Habsburg uralkodót támogató nemesség rendjei addigi történelmük még sohasem tapasztalt helyzettel kerültek szembe.
I. Ferdinánd trónra lépésével – néhány megszakítástól eltekintve – négy évszázadon át Habsburg uralkodó ült Magyarország trónján, aki a bécsi udvarból irányította az országot.

### A magyarországi felkelések és a bécsi udvar
A 17. században Bocskai István és Thököly Imre felkelése, a Wesselényi-összeesküvés, a 18. században a Rákóczi-szabadságharc, a 19. században az 1848–49-es forradalom és szabadságharc vérbefojtása mind a bécsi udvar számlájára írható. Az udvar pártján álló magyarokat labancoknak hívták.